# Wolf Moon
Wolf Moon — ограниченная серия комиксов, состоящая из 6 выпусков, которую в 2014—2015 годах издавала компания Vertigo.

## Синопсис
После того, как Диллон Чейз потерял свою семью из-за волка-оборотня, его жизнь кардинально изменилась.

### Выпуски
| № | Дата выхода    | Оценка на Comic Book Roundup    |
| - | -------------- | ------------------------------- |
| 1 | 3 декабря 2014 | 7,2 из 10 на основе 17 рецензий |
| 2 | 7 января 2015  | 9,1 из 10 на основе 4 рецензий  |
| 3 | 4 февраля 2015 | 6,6 из 10 на основе 5 рецензий  |
| 4 | 4 марта 2015   | 7,7 из 10 на основе 3 рецензий  |
| 5 | 1 апреля 2015  | 7,3 из 10 на основе 1 рецензии  |
| 6 | 6 мая 2015     | 7,3 из 10 на основе 1 рецензии  |

### Сборники
| Название  | Тип            | Дата выхода     | Собранный материал | Кол-во страниц | ISBN                       |
| --------- | -------------- | --------------- | ------------------ | -------------- | -------------------------- |
| Wolf Moon | Мягкая обложка | 21 октября 2015 | Wolf Moon #1-6     | 160            | 978-1401257743, 1401257747 |

## Реакция

### Отзывы критиков
На сайте Comic Book Roundup серия имеет оценку 7,5 из 10 на основе 31 рецензии. Миган Дамор из Comic Book Resources, обозревая дебют, отмечала, что «вирусоподобная природа ликантропии здесь, безусловно, самый захватывающий аспект истории». Форрест С. Хелви из Newsarama дал первому выпуску 8 баллов из 10 и написал, что он «визуально захватывающий». Роберт Бексар из Comics Bulletin оценил дебют в 4 звезды с половиной из 5 и подчеркнул, что он «берёт классическую икону ужасов и приносит с собой массу удовольствия». Кори Шрёдер из Comic Vine вручил второму выпуску 5 звёзд из 5 и посчитал, что он «доставляет огромное удовольствие». Келли Ричардс из Newsarama дал третьему выпуску оценку 3 из 10, но похвалил художника.

### Продажи
Ниже представлен график продаж комикса за первый месяц выпуска на территории Северной Америки.